# 핀란드 국민사회주의 노동기구
핀란드 국민사회주의 노동기구(핀란드어: Suomen Kansallissosialistinen Työjärjestö 수오멘 칸살릿소시알리스티넨 튀외얘례스퇴[*]), 약자 SKT는 핀란드의 나치즘 정당이었다. 지도자는 테오 카를로 스넬만.
스넬만은 원래 외교관이었는데, 1934년 마이델 사건의 책임을 지고 사임했다. 스넬만은 자신은 무고하다며 유대인을 탓했고, 각종 극우 신문에 기고를 했으며, 핀란드인 사회주의노동자당(SSTP) 등과 접촉하며 나치즘을 받아들였다.:168–170
겨울전쟁 이후 스넬만은 새로운 조직을 구상하고 1940년 6월 주간지 『자유 핀란드』를 창간한다. 『자유 핀란드』는 "국민개혁운동"을 지지한다는 노선을 천명했다. 1940년 8월 주간 『자유 핀란드』에서 주최한 공개행사에 150여명이 왔는데, 행사 참여자들은 스넬만이 내놓는 아이디어를 구체화하기 위한 단체로 국민개혁노동기구(핀란드어: Kansallisen Uudistustyön Työjärjestö; KUT)를 만들 것을 결정했다. KUT는 활발하게 선전을 퍼뜨리고 스터디클럽을 조직했다. 스넬만 외에도 에이노 틸루스, 한스 칼름, 토이보 로이카넨, 라우리 레이노넨, 아르비 누오리모, 아르투리 부오리마 등이 참여해서 젊은이들을 가르쳤다. 1941년 봄까지 헬싱키 외 13개 지자체에 지부를 설립했다.:172–174.
1940년대 9월 중순, KUT는 선전부를 만들었고 부장에 나치 친위대원 에드바르드 카르보넨(Edvard Karvonen), 그리고 그 밑에 젊은이 30여명을 배치했다. 핀란드의 비밀경찰 발포는 이 조직이 불법적인 군사조직인지 여부에 대해 내사에 들어갔고, 11월에 회원들을 심문했다.:174–175.
1940년 9월, 올라비 수벨라가 KUT에서 이탈하여 신사회주의당을 창당했고, 10월에는 『자유 핀란드』의 페르티 파카넨이 경쟁 나치 단체인 국민사회주의자기구로 이적했다.:175–177.
KUT는 1940년 핀란드 국민사회주의 노동기구(SKT)로 개칭한다. KUT 시절 추구했던 정책이 나치즘의 기본 이념과 정확히 같은 노선이라는 이유였다. 한편 단체 상징도 제정되었다. 핀란드의 국기를 칠한 방패에 청십자 가운데에 붉은 갈고리십자를 그린 것이었다. 스넬만은 훗날 잠재적 지지자들이 외래사상인 나치즘을 미심쩍게 생각했던 점에서 이 개칭이 전술적 실수였다고 회고했다. SKT 창당대회는 1940년 11월 8일 거행되었다. 창당 멤버는 스넬만과 틸루스, 누오리모였다. SKT는 1940년 4월 협회로 등록했다.:172, 177.
1940년 11월 당시 SKT 당원은 150여명이었고, 그 중 3분의 2가 헬싱키 시민이었다. 가장 커졌을 때는 헬싱키 시내 단원이 250-300여명 이었고 지부 몇 개를 거느렸다. 1941년 봄 SKT는 총 49개의 지부를 만들고 인기를 얻기 시작하는 것 같았다.:178.
1941년 4월 당서기 아로 살로마가 SKT를 이탈하여 핀란드 국민사회주의 인민당(SKP)을 창당했다. SKP에서는 스넬만이 훌륭한 나치이지만 대중에게 소구력을 발휘하기에는 너무 귀족적이라고 판단했다. SKP의 강령은 핀란드의 언어 통일, 의회정치를 코포라티즘 정치로 대체, 그리고 핀란드의 생활권 같은 것이 포함되었다. 에르키 레이콜라가 SKP 당주석을 맡았다. 1942년 초에는 누오리모와 투오미넨이 SKT를 이탈하여 전우노동자기구(AT:j)라는 조직을 만들었다.:175–177. 이들 군소 자생 나치 조직들은 서로 경쟁관계에 있었다.
계속전쟁이 시작되자 핀란드의 자생적 나치들은 곤란에 빠졌다. 그렇잖아도 적은 당원들이 대부분 전방으로 징집되었기 때문이다. 그래서 조직은 재정적으로 궁핍해졌다. 자생 나치 조직들 간의 협력 논의가 이루어지면서 핀란드 강역동맹에 들어가기도 했다. 하지만 1942년 8월 스넬만과 당여들은 투르쿠에서 핀란드 국민사회주의 노동자당(핀란드어: Suomen Kansallissosialistisen Työväenpuolue; SKTP)을 창당한다. SKT는 해산되지는 않았지만 스넬만의 "국민개혁운동"은 SKTP와 그 청년조직 청년강역건설단(핀란드어: Nuoret Valtakunnan Rakentajat; NVR)을 주로 이용하게 되었다.:179–180.
이런 수작을 부린 것은 탐페레의 노동자 계층을 공략하기 위한 것이었다. AT:j가 만들어지기 전까지는 탐페레 노동자들은 SKT에 어느 정도 호의적이었다. 그래서 SKTP는 탐페레에 당사를 차리고 11월부터 작업을 개시하고 헬싱키에 지구당을 설립했다. 당강령은 1943년 발표되었다.:179–180.
스넬만은 자신이 라푸아 운동의 제3기를 선도한다고 생각했다. 제2기는 의회정치에 참여한 애국인민운동을 말한 것이다.:181. SKT는 지도자 스넬만을 통해 독일의 원조 나치들과도 연락을 유지했다. 한스 메츠거에 따르면 스넬만은 알프레트 로젠베르크를 존경했고 나치당 외무정책부(APA)를 통해 로젠베르크와 연락을 나누었다.:175, 182.
1944년 9월 23일 핀란드와 소련이 맺은 강화조약 제21조에 의거하여 SKT와 SKTP는 동시에 해산당했다.:262–271